# Emilio Alessandrini
Emilio Alessandrini, född 30 augusti 1942 i Penne, död 29 januari 1979 i Milano, var en italiensk domare. Han mördades av terroristorganisationen Prima Linea under blyåren.

## Biografi
Alessandrini avlade juris doktorsexamen vid Università degli Studi di Napoli Federico II i Neapel. År 1968 utnämndes han till biträdande åklagare i Milano. Senare ledde han tillsammans med kollegerna Gerardo D'Ambrosio och Luigi Fiasconaro utredningen av bombdådet på Piazza Fontana och SID-agenten Guido Giannettinis misstänkta inblandning. Alessandrini kom alltmer att ägna sig åt att undersöka höger- och vänsterextremistiska grupper. Detta ledde till att den vänsterextremistiska terrorgruppen Prima Linea fick upp ögonen för Alessandrini.

### Mordet
Den 29 januari 1979 var Alessandrini på väg till Milanos domstol. I korsningen av Viale Umbria och Via Ludovico Muratori stannade han sin bil vid trafiksignalen. Ett kommando ur Prima Linea stod berett i korsningen och sköt Alessandrini till döds. Det visade sig senare att kommandot bestod av Sergio Segio, Marco Donat Cattin, Michele Viscardi, Umberto Mazzola och Bruno Russo Palombi. Några timmar senare tog Prima Linea officiellt på sig mordet genom att ringa till några av stadens ledande dagstidningar. Prima Linea beskrev Alessandrini som en av de personer som den kapitalistiska makten använder sig av för att kontrollera och förtrycka arbetarna och bekämpa den proletära kampen. Trots att Prima Linea påstod sig stå på arbetarnas och gemene mans sida, väckte både mordet på Alessandrini och Röda brigadernas mord på fackföreningsmannen Guido Rossa i Genua fem dagar dessförinnan endast indignation och avsky hos allmänheten.